# Artère interosseuse commune
L'artère interosseuse commune (ou tronc des artères interosseuses) est une artère de l'avant-bras.

## Origine
L'artère interosseuse commune nait de la face postérieure de l'artère ulnaire en dessous de la tubérosité du radius et au dessous de l'artère récurrente ulnaire.

## Trajet
L'artère interosseuse commune a un trajet court oblique en bas, en arrière et latéralement d'environ1 cm jusqu'au bord supérieur de la membrane interosseuse de l'avant-bras.
Elle se divise alors en deux branches : l'artère interosseuse antérieure et l'artère interosseuse postérieure.